# Vladěna Pustková
Vladěna Pustková (* 11. Juli 1992 in Čeladná) ist eine tschechische Skispringerin.

## Werdegang
Ihr internationales Debüt gab Pustková beim FIS-Ladies-Grand-Prix 2003, wo sie bereits regelmäßig in die Top 30 sprang. 2004 gab sie ihr Debüt im Skisprung-Continental-Cup und erreichte bereits in ihrer ersten Saison 2004/05 neun Continental-Cup-Punkte und damit den 52. Platz in der Gesamtwertung. In der folgenden Saison konnte sie ihre Leistungen steigern und erreichte mit dem 21. Platz in der Gesamtwertung ihr bislang bestes Ergebnis. Bei den Juniorenweltmeisterschaften 2006 in Kranj erreichte sie den zehnten Platz im Einzel. Ein Jahr später bei den Juniorenweltmeisterschaften 2007 in Tarvisio gelang ihr der zwölfte Platz. Im Continental Cup gelang ihr zwar regelmäßig der Sprung in die Punkteränge und zeitweise auch der Sprung unter die besten zwanzig, jedoch konnte sie auch weiterhin nicht an die Saison 2004/05 anknüpfen. Bei den Juniorenweltmeisterschaften 2008 in Zakopane kam Pustkova nicht über den 35. Platz im Einzelspringen hinaus. Auch 2009 in Štrbské Pleso war nicht mehr als der 28. Platz drin. Bei den Nordischen Skiweltmeisterschaften 2009 in Liberec erreichte sie im Einzel den 35. Platz. Nach den Weltmeisterschaften gelang ihr auch im Continental Cup nur noch selten der Sprung in die Punkteränge. Bei den Nordischen Junioren-Skiweltmeisterschaften 2010 in Hinterzarten erreichte Pustkova jedoch mit dem 26. Platz wieder ein Top-30-Resultat.